# Tributo de sangue

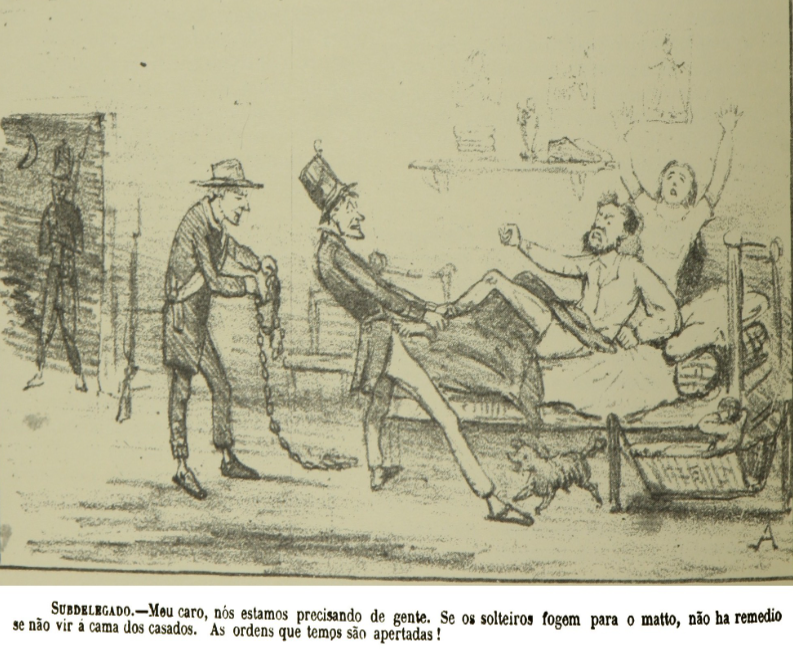
Sátira no jornal Cabrião em 1866. “Subdelegado: Meu caro, nós estamos precisando de gente. Se os solteiros fogem para o mato, não há remédio se não vir à cama dos casados. As ordens que temos são apertadas!”

O “tributo de sangue” era como era conhecido o recrutamento forçado para as Forças Armadas do Brasil até a implementação do serviço militar obrigatório com base na Lei do Sorteio em 1916. Uma lei mais antiga já havia estabelecido o sorteio militar em 1874, mas a resistência popular dos rasga-listas impediu sua implementação e o recrutamento forçado continuou a existir na prática. Nesse modelo os efetivos incorporados eram pequenos. Os soldados eram profissionais, servindo às vezes por até 20 anos, e não seguiam a uma reserva ao final do serviço. Nem todos os soldados e marinheiros serviam forçados, pois havia voluntários. O Estado tinha um baixo grau de burocratização e alcance sobre a população, deixando a administração do recrutamento sob a influência das elites locais. O Exército tinha pouco controle sobre o processo. A apreensão dos recrutas era realizada por destacamentos policiais e militares.
Com origens na Europa, o recrutamento forçado brasileiro existia desde o período colonial. O recrutamento era violento, chamado de “caçada humana”, e o serviço era em condições duras, sendo considerado um castigo. A população livre pobre fazia o possível para escapar dos recrutadores, e a fuga de trabalhadores podia prejudicar a economia. O poder central, desejoso de preencher as fileiras sem prejudicar a economia, vivia num equilíbrio precário com os agentes administrativos, que precisavam cumprir a tarefa sem interferir nas redes de clientelismo, e a população livre. O recrutamento esbarrava num grande número de isenções definidas em lei, como aos guardas nacionais, e numa rede de proteção pelo clientelismo, não alcançando os trabalhadores protegidos pelas elites locais. Para os patronos, escolher quem seria protegido era um instrumento poderoso de controle. O recrutamento recaía nos que não encontravam proteção, considerados a parcela improdutiva da população. A moralidade popular tinha um ideal do que seria um recrutamento justo, com merecedores e não merecedores do encargo.
O recrutamento forçado não dava conta de preencher nem mesmo os pequenos efetivos da tropa de linha em tempo de paz. Em 1874 o ministro da Guerra estimou ser necessário prender 20 mil indivíduos para conseguir 2 mil recrutas. A grande demanda por efetivos na Guerra do Paraguai (1864–1870) sobrecarregou o sistema e criou tensão nas suas relações sociais. A ineficiência da mobilização foi um dos motivos da guerra demorar. Tanto o oficialato militar quanto parlamentares reformistas desejavam a reforma do recrutamento ao longo do século XIX, buscando civilizar a “caçada humana” e modernizar as Forças Armadas. A inspiração era os exércitos europeus, seja os construídos pelo serviço militar obrigatório ou pelo voluntariado. A tentativa de reforma de 1874 falhou por ameaçar o modo de convivência da sociedade com o recrutamento, e mesmo o primeiro sorteio militar em 1916 veio oito anos após a aprovação da nova lei em 1908.

## Modelo de serviço

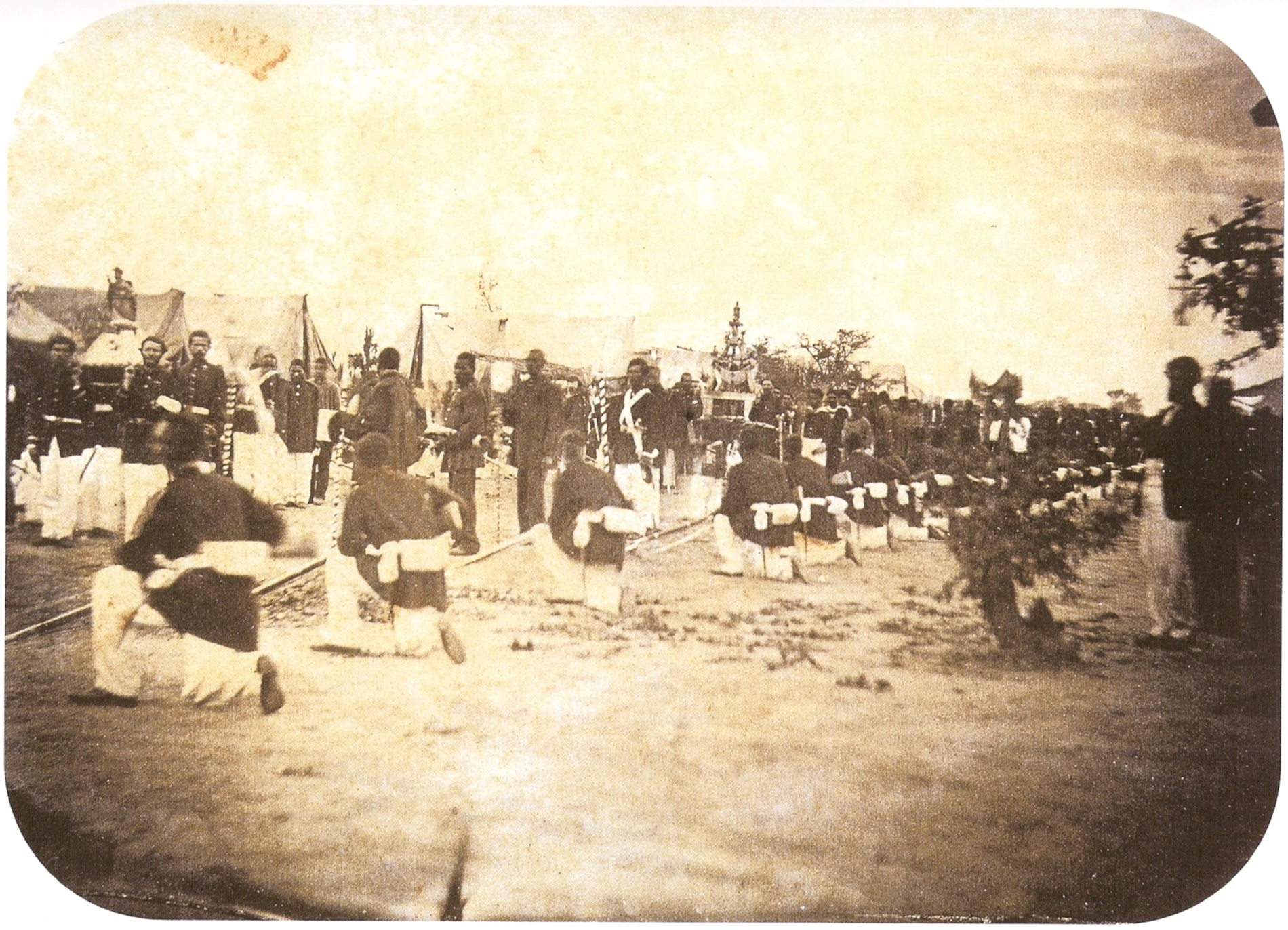
Soldados brasileiros em procissão na Guerra do Paraguai

Houve continuidade no recrutamento de praças entre o início da República, o Império, a colônia e Portugal, embora o modelo português nos séculos XVII e XVIII, típico do Antigo Regime europeu, tenha encontrado condições diferentes na América portuguesa. Também era herança portuguesa a distinção entre a tropa regular ou de primeira linha e as milícias e ordenanças. Elas foram substituídas no Império pela Guarda Nacional, cujo recrutamento (chamado “alistamento”) era complementar e antagônico, absorvendo efetivos de nível social maior. Os guardas nacionais estavam isentos do recrutamento para o Exército e a Armada, e a instituição era, portanto, uma das formas de evasão. Os guardas nacionais eram considerados cidadãos e qualificados, e seu serviço, um dever para o país, muito diferente das tropas de primeira linha.
Os praças ingressavam no serviço militar voluntariamente ou à força. No Brasil oitocentista, “recrutamento” era sinônimo de recrutamento forçado. As autoridades se referiam à “apreensão” e “prisão” dos recrutas. Não havia termo neutro para se referir a todos os recrutas (voluntários ou obrigados). O termo “recrutado” era às vezes usado especificamente para os obrigados. Na legislação do tema, o termo “recrutamento forçado” aparece no decreto de 1835, mas não na instrução ministerial de 1822, que estabelece escoltas para os recrutados, mas sem correntes, algemas ou manilhas. Ainda assim, havia notícias de recrutamento literalmente "a laço", com a condução de recrutados amarrados. A população livre via o serviço militar como degradante, e desde o século XVII as autoridades notavam a repugnância com que ele era recebido. A violência e arbitrariedade do recrutamento, somadas à disciplina dura e baixa remuneração no serviço, davam-no a conotação de castigo, sendo associado ao cativeiro na consciência popular. O processo era chamado de “caçada humana” ou “tributo de sangue”.
Poucos ingressavam voluntariamente. Os voluntários eram principalmente desocupados ou fugidos das autoridades, mas também alguns filhos de militares, filhos problemáticos alistados pelos pais e rapazes pobres em busca de ascensão social; mesmo entre os pequenos proprietários, muitos viviam em condições piores que as dos soldados. O voluntariado era possível fuga da “fome, desemprego, falta de moradia e, às vezes, da escravidão”. Na Guerra da Independência houve genuíno entusiasmo militar entre a população, mas ele foi a exceção à regra. O decreto de 1835 concedeu aos voluntários um soldo bônus, tratamento diferenciado, menor tempo de serviço e a possibilidade de servir mais perto da família, mas os incentivos não foram suficientes para os voluntários deixarem de ser minoria. Na Marinha havia mais um meio de ingresso, as Escolas de Aprendizes-Marinheiros.
Os soldados eram profissionais, servindo até a expulsão ou final da carreira. Eles não seguiam a uma reserva. O tempo de serviço variava: em 1808, eram 16 anos para os recrutados e 8 para os voluntários, caindo a 6 anos para ambos em 1875 e 3 em 1891. Os melhores renovavam seu engajamento por até 20 anos de serviço, quando a reforma era garantida. No Império, com a dificuldade de repor o efetivo, era comum o Estado prolongar ilegalmente o tempo de serviço. Os graduados (cabos, sargentos e subtenentes) vinham da promoção de soldados. Nos longos períodos de serviço, os soldados mais velhos afeiçoavam-se aos chefes, instalavam suas famílias próximas aos quartéis e eram acompanhados pelas mulheres em campanha.

## Execução do recrutamento
A Coroa portuguesa e posteriormente o Estado imperial tinham um baixo grau de burocratização. Os corpos policiais tinham poucos meios para atuar, faltava mão-de-obra qualificada na administração e era muito difícil manter um registro civil e realizar o censo demográfico. Havia resistência ao censo, como na Revolta do Ronco da Abelha, e um dos motivos era justamente o temor do recrutamento. Não havia um aparato de execução e monitoramento suficiente para diretamente taxar e recrutar a população. A solução era delegar poderes a potentados locais. A administração e fornecimento dos recrutas cabiam aos comandantes de milícias e da Guarda Nacional, delegados e subdelegados de polícia, párocos locais e juízes de paz, ligados aos potentados locais, envolvendo interesses privados. O Exército tinha papel restrito no processo, embora contribuísse com destacamentos.
O Estado era fortalecido, mas também as autoridades locais. O controle sobre quem seria ou não recrutado era um instrumento poderoso. O recrutamento era considerado pernicioso para as eleições, pois era comum recrutar adversários políticos, a ponto de uma lei de 1846 proibi-lo no período de 60 dias antes e 30 dias depois das eleições, mas sua aplicação foi limitada. A elite política fazia parte da classe que se beneficiava do patronato, protegendo seus clientes do recrutamento. Com o desenvolvimento do coronelismo, a ameaça do recrutamento era uma das formas dos coronéis intimidarem eleitores a votar como queriam.
A atividade dos agentes recrutadores não era regular, mas episódica e imprevisível. Ela causava desorganização social e ainda assim não atendia às necessidades do Exército. Fugas espetaculares ocorriam quando chegavam os agentes, e a população cobria os fugitivos. A população pobre livre migrava continuamente pela imensidão do país, e um dos motivos era o temor do recrutamento. O abandono das vilas e cidades e a fuga dos moços prejudicavam a economia: “à sua aproximação os jornaleiros desapareciam e as colheitas perdiam-se”. As Forças Armadas competiam com os proprietários de terras, que não queriam perder braços nas suas lavouras. Para ter sucesso, os recrutadores precisavam de segredo e simultaneidade e usavam de numerosos ardis, aumentando a hostilidade da população. O recrutamento era um “jogo de gato-e-rato”.

## Função na sociedade

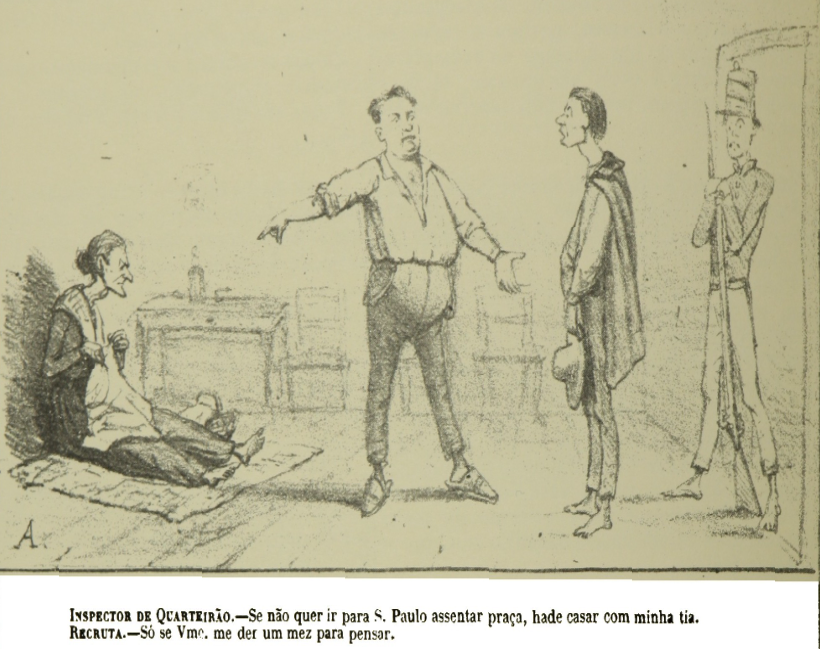
“Inspetor de quarteirão: - Se não quer ir para S. Paulo assentar praça, há de casar com minha tia. Recruta: Só se Vmc. me der um mês para pensar.”

Os principais obstáculos ao recrutamento eram os privilégios e isenções locais e as redes de proteção. Estavam imunes não só os ricos como também seus criados e dependentes. As isenções desuniversalizaram o serviço. Seu ideal era proteger desamparados (viúvas, órfãos, casados, filhos únicos) e não prejudicar a economia. Eram recrutáveis os homens solteiros de 18 a 35 anos. Ricos podiam comprar isenções ou apresentar substitutos, e havia numerosas isenções para a população economicamente ativa, como um filho de cada lavrador e alguns empregados de cada comércio. A cláusula “uma vez  que  exercitem os seus ofícios efetivamente e tenham bom comportamento” dava margem aos recrutadores. Indivíduos isentos eram capturados, mas os presidentes provinciais, representantes da Coroa, soltavam muitos dos recrutados, reforçando sua legitimidade. Petições eram dirigidas aos presidentes provinciais, aos chefes de polícia e, após 1871, aos tribunais. Muitas das petições eram feitas por mulheres. Recrutas e recrutadores travavam “guerras de ofícios” para provar ou refutar se encaixavam numa isenção. Também eram formas de evasão os casamentos precipitados, falsificações, automutilação e as migrações.
Os pobres livres refugiavam-se nos mandões locais, que podiam obstruir o recrutamento ou interceder pela soltura. Disputas entre os senhores locais, cada um defendendo seus clientes, podiam dificultar o recrutamento, e às vezes havia resistência violenta. Se os recrutadores usassem violência excessiva, os trabalhadores desapareceriam no interior. Havia um frágil equilíbrio entre o poder central, desejoso de preencher as fileiras sem prejudicar a economia, os agentes administrativos, que precisavam cumprir a determinação sem interferir nas redes de clientelismo, e a população, que buscava proteção nessas redes. O recrutamento tinha limites, com muitas solturas, e recaía sobre os que não encontravam proteção, como viajantes, trabalhadores itinerantes e lavradores vendendo suas safras longe de suas terras, mas especialmente sobre os homens considerados ociosos e vagabundos, a parcela da população considerada improdutiva.
Os recrutados eram “vadios, ex-escravos, órfãos, criminosos, migrantes, trabalhadores sem qualificação e desempregados”, contribuindo à conotação degradante do serviço militar. A caserna era “o equivalente masculino dos bordéis”, e os soldados, vistos como “degenerados, criminosos, doentes, desajustados e irrecuperáveis sociais”. A polícia usava o recrutamento para se livrar dos desordeiros não condenados pelos tribunais. Para a Marinha e outras instituições, o serviço militar com disciplina dura serviria de correção moral para os recrutados. Recrutamentos em massa foram usados como punição após as revoltas do período regencial, com os recrutas transferidos a províncias distantes, mas em condições normais os números eram reduzidos. O papel do serviço militar na manutenção da ordem era irrisório, dado o número muito pequeno de recrutados. Nem todos tinham uma visão negativa do serviço militar. Alguns praças, suas famílias e amigos tinham orgulho da carreira, e políticos diferenciavam nos discursos os soldados obedientes à lei dos “degenerados”.
A justiça distributiva era o problema na escolha dos recrutados, regida não só pela lei como também por uma “economia moral de regras não-escritas” e concepções de quem deveria receber os encargos. Os “pobres honrados”, pequenos agricultores que cumpriam suas obrigações familiares e da Guarda Nacional, viam o recrutamento e o clientelismo como uma forma natural de se diferenciar dos indivíduos socialmente indesejáveis. Ele cumpria uma função moral, distinguindo entre “casados e “mal casados”" filhos bons e maus, artífices industriosos e vadios”. Antes da abolição, o recrutamento separava o obediente à lei do criminoso, legítimo do ilegítimo, livre do escravo, pobre honrado do desonrado e masculinidade respeitada ou desonrosa. Por mais arbitrário e confuso que fosse, havia um modo de convivência precário com o tributo de sangue.

## Capacidade de mobilização
O Império mantinha efetivos pequenos no Exército, oscilando em tempos de paz entre 15 e 20 mil após 1830. Um quarto destes precisavam ser substituídos anualmente devido à doença, morte, fim dos termos de serviço e deserção. Mesmo com o efetivo pequeno, o recrutamento não dava conta de preencher as fileiras. Os soldados eram “difíceis de achar e de fazer, e facilmente volatilizáveis”. Não era possível incorporar grandes efetivos. Em 1874, João José de Oliveira Junqueira Júnior, então ministro da Guerra, calculou ser necessária a prisão de 20 mil indivíduos para fazer 2 mil recrutas. Os demais eram perdidos para as isenções, defeitos físicos e fugas.
De 1860 a 1875, as províncias do Alagoas, Amazonas, Espírito Santo, Maranhão, Pará, Pernambuco e Sergipe, além da Corte, contribuíam um número de recrutas proporcionalmente maior que sua população. Já a Bahia, Minas Gerais, Paraíba, Rio Grande do Norte, Santa Catarina e São Paulo tinham menor contribuição per capita. A representação das outras províncias oscilava. Minas Gerais, província extensa e populosa, se destacava pela sua insignificante participação. A tropa de linha tinha pouca presença para cumprir as cotas de recrutas. As províncias do Norte imperial (atuais Norte e Nordeste) como um todo contribuíram com 53% dos recrutados durante a Guerra do Paraguai.
A Guerra do Paraguai foi morosa em parte devido à dificuldade de mobilização. O sistema não aguentou a pressão. Mesmo com o apelo aos Voluntários da Pátria, o entusiasmo popular inicial se esvaiu. Foi preciso o recrutamento forçado em larga escala, prendendo homens tradicionalmente livres do serviço militar. A santidade do ambiente doméstico foi ameaçada, e “homens de família” foram obrigados a servir com escravos e criminosos. O Exército precisou interferir na Guarda Nacional, tradicional refúgio do recrutamento. Houve resistência de elites locais e pobres livres.

## Tentativas de reforma
Oficiais defendiam a reforma do recrutamento desde os anos 1840, desejando mão-de-obra de melhor qualidade. No Legislativo ela era discutida desde 1827 e o modelo vigente era condenado na retórica, mas sucessivos projetos não conseguiram eliminá-lo, evidenciando o quanto ele ainda era conveniente ao poder. Na Europa, referência para a elite brasileira, o modelo após a Guerra Franco-Prussiana (1870–1871) era da industrialização, Estados com maior controle sobre a população e grandes exércitos de conscritos, que, após 1–3 anos de serviço, seguiam a uma crescente reserva, a ser mobilizada em guerra através da rede ferroviária. O recrutamento forçado estava longe do ideal de civilização da elite. Após o esgotamento do modelo evidenciado pela Guerra do Paraguai, em 1874 foi enfim aprovada uma lei para o serviço através do sorteio, inspirada no modelo francês. Não foram aceitos os modelos prussiano, da conscrição de classes inteiras, e britânico, de uma força apenas voluntária.
A lei foi recebida com oposição em quase todas as classes sociais. O encargo militar exigido pelo Estado se tornaria mais abrangente, obrigando os agregados dos chefes locais a servir. Embora vista pelos seus realizadores como um avanço institucional, ela era uma ameaça ao modo de convivência estabelecido ao redor do recrutamento e à moralidade popular. Em agosto de 1875, no dia previsto para o início do alistamento multidões de “rasga-listas” em dez províncias impediram os trabalhos. A resistência continuou até tornar a lei “letra morta”, preservando o status quo. O sistema vigente saiu fortalecido. A polícia não mais podia entregar os presos diretamente ao Exército, mas fazia-os se apresentarem como voluntários.
A Constituição de 1891 aboliu no papel o recrutamento forçado, e no início da República todos os praças eram no papel voluntários. O recrutamento forçado continuava a ocorrer. Em 1908 foi aprovada outra lei do sorteio, mas ela só foi implementada em 1916, substituindo o recrutamento forçado. Diante da modernização da Argentina, vista como o inimigo possível, e da demonstração da guerra total na Primeira Guerra Mundial, o modelo brasileiro, sem reservas e mobilização geral, estava anacrônico.

### Citações
1. 1 2  Ferreira 2014, p. 60.
2. ↑  Mendes 2004, p. 113-116.
3. ↑  Possamai 2004, p. 154.
4. ↑  Saldanha 2015.
5. ↑  Goldoni 2009.
6. ↑  Guarese 2017, p. 37.
7. 1 2  Peregrino 1955, p. 270.
8. 1 2  Kraay 1999, p. 114.
9. ↑  Gonzales 2008, p. 101-102.
10. ↑  Cândido 2008, p. 27.
11. 1 2 3  Mendes 2004, p. 125.
12. 1 2  Santos 2020, p. 447-448.
13. ↑  Saldanha 2015, p. 677.
14. ↑  Gonzales 2008, p. 102.
15. ↑  Guarese 2017, p. 81.
16. 1 2  Kraay 1999, p. 134.
17. ↑  Mendes 2004, p. 111.
18. ↑  Bandeira 2007, p. 4.
19. ↑  Possamai 2004, p. 158.
20. ↑  Guarese 2017, p. 23.
21. ↑  Rodrigues 2006, p. 58.
22. ↑  Guarese 2017, p. 53-54.
23. ↑  Almeida 2010.
24. 1 2  Carvalho 2006, p. 76-78.
25. ↑  Guarese 2017, p. 54-55.
26. 1 2  Peregrino 1955, p. 271.
27. ↑  Rocha 2016, p. 37-38.
28. 1 2 3  Mendes 2004, p. 112.
29. ↑  Mendes 1998, p. 6-9.
30. ↑  Meira 2018, p. 29.
31. ↑  Kraay 1999, p. 123.
32. ↑  Ribeiro 2011, p. 254.
33. ↑  Mendes 2004, p. 114.
34. ↑  Mendes 1999, p. 267-268.
35. ↑  Rocha 2016, p. 35-36.
36. ↑  Guarese 2017, p. 22.
37. ↑  Kraay 1999, p. 118.
38. ↑  Kraay 1999, p. 143.
39. ↑  Beattie 1996, p. 451.
40. 1 2 3  Mendes 1998, p. 12.
41. ↑  Cândido 2008, p. 28.
42. 1 2  Mendes 1998, p. 13-14.
43. 1 2 3  Mendes 2004, p. 115.
44. ↑  Cândido 2020, p. 28.
45. ↑  Mendes 1998, p. 10-11.
46. ↑  Mendes 2004, p. 122.
47. 1 2  Kraay 1999, p. 116-130.
48. ↑  Rocha 2016, p. 41.
49. ↑  Rocha 2016, p. 46.
50. ↑  Cândido 2008, p. 42.
51. ↑  Mendes 1998, p. 14.
52. ↑  Kraay 1999, p. 129.
53. ↑  Mendes 1998, p. 11.
54. ↑  Gonzales 2006, p. 103.
55. ↑  Guarese 2017, p. 22-23.
56. ↑  Rocha 2016, p. 35.
57. ↑  Bandeira 2007, p. 3.
58. ↑  Kraay 1999, p. 119-120.
59. ↑  Ribeiro 2011.
60. ↑  Beattie 1996, p. 443.
61. ↑  Rocha 2016, p. 36.
62. ↑  Beattie 1996, p. 439-440.
63. ↑  Mendes 1999, p. 272.
64. ↑  Kraay 1999, p. 117.
65. ↑  Mendes 2004, p. 123-124.
66. ↑  Guarese 2017, p. 37-39.
67. 1 2  Guarese 2017, p. 24-25.
68. 1 2  Kraay 1999, p. 130-133.
69. ↑  Beattie 1996, p. 444-446.
70. ↑  Rocha 2016, p. 39.
71. ↑  Santos 2020, p. 448.
72. ↑  Kraay 1999, p. 127.
73. ↑  Kraay 1999, p. 115 e 135-136.
74. ↑  Ferreira 2014, p. 52-57.
75. ↑  Kraay 1999, p. 130.
76. ↑  Kraay 1999, p. 135.
77. ↑  Santos 2020, p. 449-450.
78. ↑  Souza 2014, p. 246.
79. ↑  Guarese 2017, p. 86.
80. ↑  Mendes 1999.
81. ↑  Kraay 1999, p. 130 e 140-143.
82. ↑  Encarnação Filho 2007, p. 34.
83. ↑  Gonzales 2008, p. 107.
84. ↑  Carvalho 2006, p. 77-78.